# 臺北市野雁保護區
臺北市野雁保護區位於臺灣臺北市新店溪沿岸，為依據《野生動物保育法》公告之野生動物保護區。1993年，臺北市政府將中興橋至華中橋一帶，面積203公頃的河川地公告為「中興橋華中橋野生動物保護區」。至1997年，保護區往新店溪上游擴增至永福橋，面積達245公頃，並更名為「臺北市野雁保護區」。
保護區旁開闢龍山、雙園、華中河濱公園及華江雁鴨自然公園。1998年，保護區及鄰近地區被國際鳥盟列為重要野鳥棲地。在2007年也由內政部營建署劃設為「大漢新店國家重要濕地」的一部分。

## 外部連結
- 台北市中興橋永福橋野生動物重要棲息環境 （页面存档备份，存于）